# Jean Sellem
Jean Gerard Sellem, född 25 januari 1941, är en fransk konstnär, gallerist och konstvetare invandrad till Sverige under 1970-talet. Han har också varit bokförläggare (Edition Sellem).
"Under 1970-talet skapade Jean Sellem i Lund utrymme för en internationell idébaserad konst, då sådan inte tåldes av den dåtida ideologiska övertygelsen. Hans böcker och affischer är konstnärliga självständighetsförklaringar", enligt Thomas Millroth. 1989 fick Sellem en hedersprofessur av Bauhaus Situationniste i samband med den stora retrospektiven av situationistisk konst på Centre Pompidou i Paris. Sin doktorsavhandling i konstvetenskap skrev han om den svenske situationisten Hardy Strid.

## Galerie St Petri
Sellems Galerie St Petri, för experimentell och marginell konst, låg jämsides med Lunds Bokcafé på St Petri Kyrkogata och mitt emot det nybyggda Stadsbiblioteket i Lund.